# Пітушок
Пітушок — річка в Україні, в межах Ковельського та Володимирського районів Волинської області. Права притока Західного Бугу (басейн Балтійського моря).

## Опис
Довжина 19 км, площа басейну 85 км². Долина широка й неглибока, місцями невиразна. Річище слабозвивисте, переважно каналізоване й випрямлене.

## Розташування
Пітушок бере початок у лісосому масиві на схід від села Мосир. Тече переважно на захід (частково — на північний захід). Впадає до Західного Бугу на північний захід від села Кладнів.